# St. Christophorus-Krankenhaus Werne

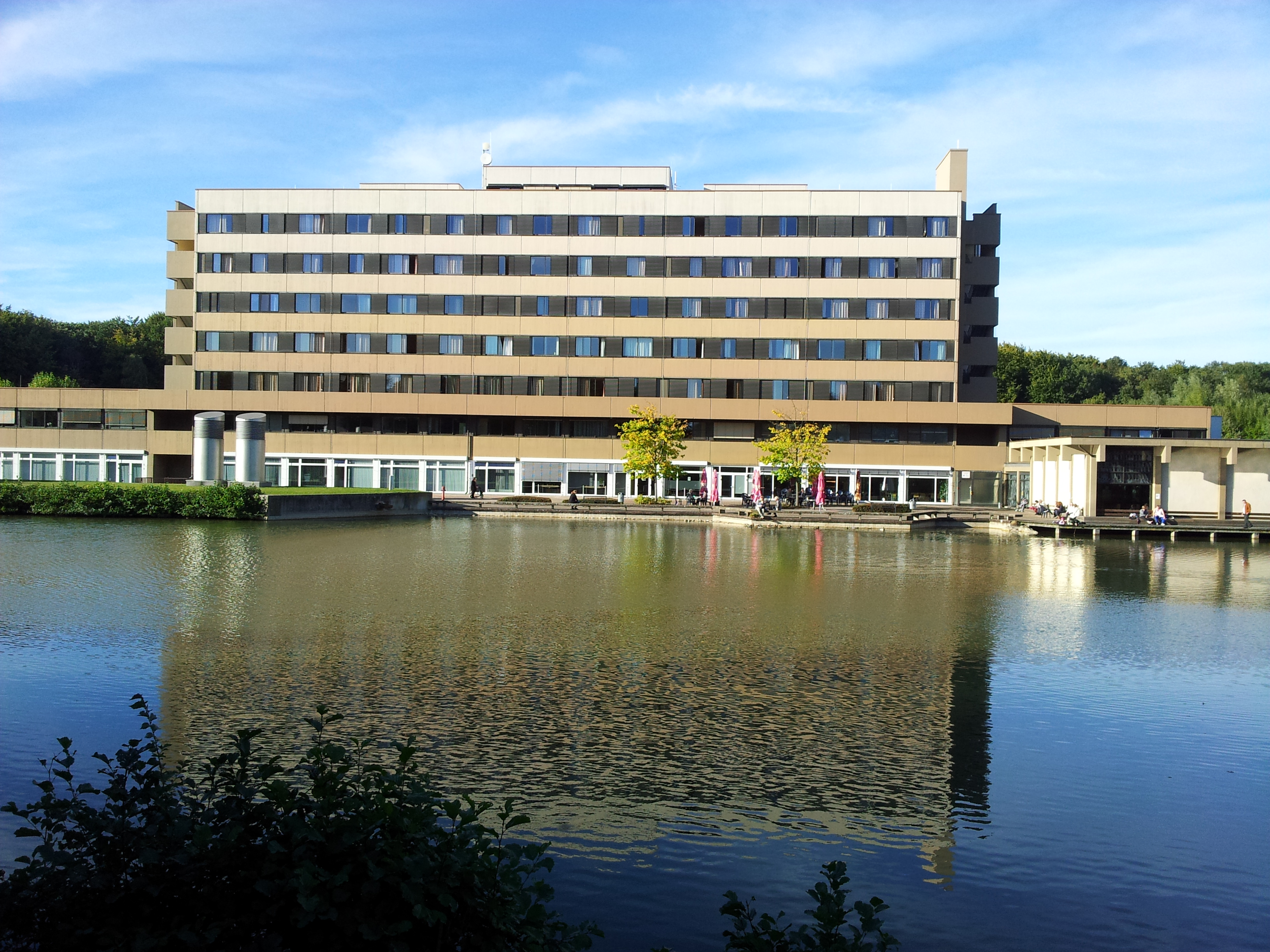
Das St. Christophorus-Krankenhaus von Süden aus gesehen

Das St. Christophorus-Krankenhaus Werne ist ein Krankenhaus in Werne. Träger ist die Katholisches Klinikum Lünen-Werne GmbH, die auch das St.-Marien-Hospital Lünen betreibt.

## Geschichte
Nach zehnjähriger Planung begannen 1858 zwei Schwestern aus der Genossenschaft des heiligen Franziskus von St. Mauritz im sogenannten Domshof mit der Pflege und Betreuung von Patienten. Die ortsansässigen Ärzte Thöle und Hövener übernahmen die medizinische Behandlung. Das Haus führte den Namen St. Christophori-Hospital Werne. Die Ordensschwestern führten die Pflege bis 1971, bevor sie sich auf Beschluss der Genossenschaft zum Bedauern der Bevölkerung zurückzogen. Nach mehreren Umzügen und Neubauten erfolgte 1970 der endgültige Neubau am jetzigen Standort, der 1974 bezogen wurde.

## Fachabteilungen
Insgesamt stehen 216 Planbetten in neun Fachabteilungen zur Verfügung.
- Gastroenterologie
- Kardiologie
- Pneumologie
- Allgemein- und Viszeralchirurgie
- Orthopädie und Unfallchirurgie
- Wirbelsäulen- und periphere Nervenchirurgie
- Geriatrische Frührehabilitation
- Spezielle Schmerzmedizin
- Hals-, Nasen- und Ohrenheilkunde